# Faro de Punta Madonna
El Faro de Punta Madonna (en italiano, Faro di Punta Madonna) es un faro italiano que está ubicado sobre golfo de Gaeta, en el mar Tirreno, en la Isla de Ponza. Fue construido en 1858. Es una torre cilíndrica blanca 8 metros.
Es un faro activo de plano focal 61 metros; cuatro destellos blancos cada 15 segundos. Torre redonda y blanca de hormigón que tiene una altura de 8 metros roma, cónica, con linterna y galería, con un alcance luminoso de 25 millas náuticas. La cúpula de la linterna es de color gris metálico. Tiene junto a la casa del portero de tres pisos. Solo se accede por caminata desde el paseo marítimo de Puerto de Ponza. ARLHS ITA-215; EF-2266; Almirantazgo E1580; NGA 9228.

### Descripción
El faro consiste es una torre cónica de mampostería de 18 m de altura, con galería y linterna, adosada a una caseta para el farero de tres pisos de ladrillo rojo. La torre es blanca y la cúpula de la linterna es gris metalizado. Emite, a una altura focal de 61 m, cuatro destellos blancos durante 15 segundos. Su alcance es de 15 millas náuticas (aproximadamente 28 km) para la luz principal y de 11 millas náuticas (aproximadamente 20 km) para la luz de vigilancia. También cuenta con una luz secundaria de ocultación que emite un destello rojo, según el sector NNO, visible hasta 1,2 millas náuticas (2 km).